# Jorge Martín de San Pablo
Jorge Juan Martín de San Pablo Sánchez de Rojas (Toledo, 24 de noviembre de 1975), más conocido futbolísticamente como Jorge, es un exfutbolista español. Actuaba como defensa central. Jugó durante siete temporadas en el CD Guadalajara, club en el que se retiró. Tras retirarse ha continuado ligado al club alcarreño, donde ha ejercido como Adjunto al Mánager General y entrenador del equipo filial. Posteriormente fue segundo entrenador del primer equipo. En la temporada 2016-2017 fue el secretario técnico del Club Deportivo Mirandés. En la temporada 2017-2018 fichó como entrenador de la Real Sociedad Deportiva Alcalá

## Trayectoria
Jorge era un experimentado defensa, con una gran colocación y excelente al corte. Desarrolló la totalidad de su carrera deportiva en clubes modestos de Segunda B y Tercera División. En 2005 fichó por el CD Guadalajara, equipo del que fue capitán. Es uno de los jugadores más carismáticos de la historia del club, siendo junto a Jorge Sanmiguel e Iván Moreno el único jugador que ha participado en los dos mayores hitos de la historia del club: el ascenso a Segunda División B en el año 2007 y el ascenso a la Liga Adelante conseguido en 2011. Días después de conseguir el ascenso a la división de plata del fútbol español, Jorge renovaba su contrato con el equipo alcarreño. Disputa un total de 13 partidos en la temporada del debut del club en el fútbol profesional. Tras conseguir el objetivo de la permanencia, decide colgar las botas y pasa a formar parte del organigrama del club, como ayudante del mánager general, Carlos Terrazas. Meses después, es nombrado entrenador del equipo filial. En el verano de 2013, tras confirmarse el descenso administrativo a Segunda División B, se convierte en el segundo entrenador del primer equipo. En julio de 2016 se hace oficial su llegada como secretario técnico al Club Deportivo Mirandés.

## Clubes
| Club                    | País   | Años      |
| ----------------------- | ------ | --------- |
| CD Torrijos             | España | 1996-1997 |
| CD Manchego             | España | 1997-2000 |
| Yeclano CF              | España | 2000-2001 |
| CD Mensajero            | España | 2001-2002 |
| CD Toledo               | España | 2002-2003 |
| Calasparra FC           | España | 2003-2004 |
| Manchego Ciudad Real CF | España | 2004-2005 |
| CD Guadalajara          | España | 2005-2012 |